# مارسيل تاكاس
مارسيل تاكاس (بالمجرية: Takács Marcell)‏ (24 يوليو 1989 ببودابست في المجر - ) هو لاعب كرة قدم مجري في مركز الهجوم. شارك مع منتخب المجر تحت 17 سنة لكرة القدم ومنتخب المجر تحت 19 سنة لكرة القدم. أما مع النوادي، فقد لعب مع نادي أويبست وهانزا روستوك وCeglédi VSE ‏ ونادي ويل وRostocker FC ‏ وGoslarer SC 08 ‏ وBKV Előre SC ‏ وFC Schötz ‏ ونادي تاتابانيا ‏ ونادي سيوفوك ‏.

## وصلات خارجية
- مارسيل تاكاس على موقع اتحاد المجر (الهنغارية)
- مارسيل تاكاس على موقع قاعدة بيانات كرة القدم.إي يو (الإنجليزية)
- مارسيل تاكاس على موقع عالم كرة القدم.نت (الإنجليزية)